# العلاقات الدنماركية الكورية الشمالية
العلاقات الدنماركية الكورية الشمالية هي العلاقات الثنائية التي تجمع بين الدنمارك وكوريا الشمالية.

## مقارنة بين البلدين
هذه مقارنة عامة ومرجعية للدولتين:
| وجه المقارنة                                              | الدنمارك                                                     | كوريا الشمالية                        |
| --------------------------------------------------------- | ------------------------------------------------------------ | ------------------------------------- |
| المساحة (كم2)                                             | 42.92 ألف                                                    | 120.54 ألف                            |
| عدد السكان (نسمة)                                         | 5.79 مليون                                                   | 25.49 مليون                           |
| الكثافة السكانية (ن./كم²)                                 | 134.9                                                        | 211.47                                |
| العاصمة                                                   | كوبنهاغن                                                     | بيونغيانغ                             |
| اللغة الرسمية                                             | اللغة الدنماركية                                             | لغة كوريا الشمالية القياسية ‏          |
| العملة                                                    | كرونة دنماركية                                               | وون كوري شمالي                        |
| الناتج المحلي الإجمالي (بليون دولار)                      | 324.87 مليار                                                 |                                       |
| الناتج المحلي الإجمالي (تعادل القوة الشرائية) بليون دولار | 278.61 مليار                                                 |                                       |
| الناتج المحلي الإجمالي الاسمي للفرد دولار أمريكي          | 51.99 ألف                                                    |                                       |
| الناتج المحلي الإجمالي للفرد دولار أمريكي                 | 45.54 ألف                                                    |                                       |
| مؤشر التنمية البشرية                                      | 0.900                                                        |                                       |
| رمز المكالمات الدولي                                      | +45                                                          | +850                                  |
| رمز الإنترنت                                              | .dk                                                          | .kp                                   |
| المنطقة الزمنية                                           | توقيت وسط أوروبا، ت ع م+02:00، ت ع م+01:00، أوروبا/كوبنهاجن ‏ | ت ع م+08:30، ت ع م+08:30، ت ع م+09:00 |

## منظمات دولية مشتركة
يشترك البلدان في عضوية مجموعة من المنظمات الدولية، منها:
| علم المنظمة | اسم المنظمة              | تاريخ انضمام الدنمارك | تاريخ انضمام كوريا الشمالية |
| ----------- | ------------------------ | --------------------- | --------------------------- |
|             | يونسكو                   | 4 نوفمبر 1946         | 18 أكتوبر 1974              |
|             | الاتحاد البريدي العالمي  | ?                     | ?                           |
|             | الأمم المتحدة            | 24 أكتوبر 1945        | 17 سبتمبر 1991              |
|             | الاتحاد الدولي للاتصالات | 1866                  | ?                           |

## وصلات خارجية
- موقع وزارة الخارجية الدنماركية
- موقع وزارة الخارجية الكورية الشمالية